# Robert Fred
 (8 avril 2016).
Robert Fred, né le 3 août 1964 à Genève, est un poète suisse,,,.

## Publications
1. Regard et Liberté, Égalité, poésie, Éditions Sauvagines à Genève, 1994.
2. Cascades, Le chemin de côté, Les élans, poésie, Éditions Gérard Guy, Paris, 2005.
3. Ogresse, Le ventre des destins, Espérance, poésie, Éditions Gérard Guy, Paris, 2006.
4. Femme, poésie, illustrations de Candida Romero, Éditions Gérard Guy, Paris, 2007.
5. Terre, poésie, Éditions Slatkine, Genève, 2009.  (ISBN 9782832103357)
6. Tempête, poésie, Éditions Slatkine, Genève, Genève, 2009.  (ISBN 9782832103753)
7. Pensers, poésie, Éditions Slatkine, Genève, Genève, 2010.  (ISBN 9782832104088)
8. Éloïse[5], poésie, Éditions Slatkine, Genève, 2010.  (ISBN 9782832104347)
9. Larmes[6], poésie et photographie,photographies de Anthy Ioannidès, Éditions Slatkine, Genève, 2012.  (ISBN 9782832105054)
10. Les Paraboles d'un indigné[7], poésie, illustrations de Carl Fantin, Éditions Slatkine, Genève, 2012.  (ISBN 9782832105337)
11. Petit guide poétique, poésie illustrée, illustrations de Gérard Guy, Édité chez Castali, Paris, 2013.
12. Chiffons[8], poésie illustrée, illustré par l'auteur, Éditions Slatkine, Genève, 2013.  (ISBN 9782832105795)
13. Partir[9]... poésie illustrée, illustré par Jovan, Éditions Robin, Grosbreuil 2014,  (ISBN 9782919609109)
14. Bourg-de-Four, nouvelle illustrée, illustrations: Frédéric Naef, Éditions Slatkine, Genève, 2015.  (ISBN 9782832106709)
15. Sur le chemin[10], poésie illustrée, illustrations: Frédéric Naef, Éditions Slatkine, Genève, 2016.  (ISBN 9782832107737)
16. Poèmes Choisis, poésie illustrée, illustrations: Gérard Guy, Éditions Slatkine, Genève, 2019.  (ISBN 9782832109557)
17. Un Poème pour rien, poésie illustrée, illustrations: Gérard Guy, Éditions Slatkine, Genève, 2021.  (ISBN 9782832110850)
18. Entre chien et loup, poésie illustrée, illustrations: Gérard Guy, Éditions Slatkine, Genève, 2023.  (ISBN 9782832112502)